# Brutus
Brutus es un busto en mármol, realizado en 1539-1540 por el escultor Miguel Ángel Buonarroti, se encuentra en el Museo Nazionale del Bargello en Florencia.
Este encargo lo recibió a través de su amigo Donato Giannotti para el cardenal Niccolò Ridolfi, tiene una medida de 74 cm de altura sin contar la peana. Esta obra está relacionada con los bustos romanos de la época de Caracalla, mantiene una gran solemnidad y potencia, el ligero inacabado del rostro contrasta más fuertemente con los grandes pliegues de la toga completamente terminados y pulidos. La expresión del rostro con los músculos tensos se refuerza en la poderosa torsión de la cabeza.
Fue adquirida entre los años 1574 y 1584 por el gran duque Francisco I de Médici, y se le añadió a su pedestal una cartela con los versos latinos: «Dum Bruti effigiem sculptor de marmore ducit - in mentem sceleris venit et abstinuit» (“En tanto el escultor extrae del mármol la imagen de Bruto, acude a su mente el crimen de este, y abandona la obra”).